# Mochammad Anton
Mochammad Anton (sinh ngày 31 tháng 12 năm 1965) là một chính trị gia và doanh nhân người Indonesia, ông giữ chức thị trưởng Malang, Đông Java từ năm 2013 đến năm 2018. Năm 2018, ông bị kết án hối lộ và tuyên phạt 2 năm tù giam.

## Xuất thân
Anton (tiếng Trung: 魏兴安; Bạch thoại tự: Gūi Hin-an) sinh ra tại Malang vào ngày 31 tháng 12 năm 1965, cha mẹ là Goei Heng An và Sumiati. Ông làm tài xế lúc học trung học và khi đang học tại một trường đại học ở Surabaya, ông tiếp tục làm công việc này sau khi thôi học vì lý do tài chính.

## Sự nghiệp
Khoảng năm 1998, ông bắt đầu kinh doanh rỉ đường, khi đó được các nhà máy tinh chế đường coi như phế phẩm, cung ứng cho các nhà máy hương liệu. Đến năm 2013, ông cho biết cung ứng khoảng 300.000 tấn rỉ đường hàng năm, có liên kết với những người nông dân trồng mía ở Tây, Trung và Đông Java. Ông còn tham gia vào các cơ quan địa phương của tổ chức Hồi giáo Nahdlatul Ulama và kế tiếp là Đảng Thức tỉnh Dân tộc (PKB).

### Thị trưởng
Năm 2013, Anton tham gia cuộc bầu cử thị trưởng Malang với sự hậu thuẫn của PKB và Gerindra, đắc cử sau khi nhận được 179.675 phiếu bầu. Ông nhậm chức vào ngày 13 tháng 9 năm 2013, trở thành thị trưởng người Indonesia gốc Hoa đầu tiên của thành phố. Công việc của ông trên cương vị thị trưởng là rút gọn các thủ tục hành chính và thiết lập các làng "chủ đề" để các địa phương phát triển các sản phẩm độc đáo. Ngoài ra, thành phố còn lắp đặt các giếng khoang và kho dự trữ chất thải.
Vào ngày 27 tháng 3 năm 2018, Anton bị Ủy ban Bài trừ Tham nhũng bắt giữ với cáo buộc hối lộ hội đồng thành phố để phê duyệt ngân sách năm 2015. Phần lớn các ủy viên hội đồng thành phố đều bị bắt giữ. Ông bị tuyên án 2 năm tù và phạt 100 triệu Rupiah vào ngày 10 tháng 8 năm 2018. Ông mãn hạn tù vào ngày 29 tháng 3 năm 2020.
Trong lúc bị bắt, Anton thất cử trong cuộc bầu cử thị trưởng mặc dù nhận được 135.710 phiếu bầu (36,59%) và người cấp phó Sutiaji kế nhiệm giữ chức thị trưởng.